# Canal Alberto

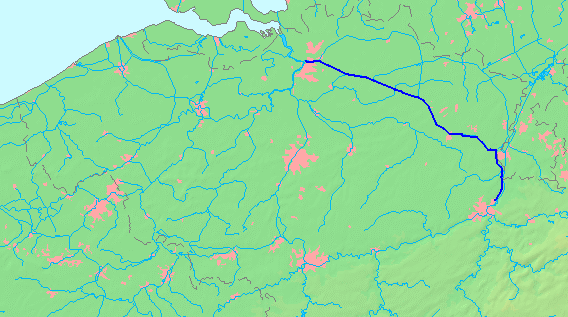
Localização do canal Alberto

O canal Alberto (em neerlandês:  Albertkanaal; em francês:  Canal Albert) é um canal localizado no norte da Bélgica, cujo nome advém do rei Alberto I da Bélgica. O canal liga as cidades de Antuérpia e Liège, assim como os rios Meuse e Scheldt. O seu comprimento total é de 129,5 quilómetros.
Durante a Segunda Guerra Mundial, foi tido como uma espécie de linha defensiva contra uma invasão alemã. Depois da Batalha da Fortaleza Eben-Emael, os alemães conseguiram atravessar o canal e avançar em direcção ao norte de França.
Em 2002, o canal transportou um recorde de 43 milhões de toneladas de vários tipos de bens.
O canal também é um destino popular para quem decide passear ou andar de bicicleta, tendo rodovias e ciclovias bem pavimentadas em ambas as margens.